# Maud del Regne Unit
Maud del Regne Unit, reina de Noruega (Londres 1869 - 1938). Reina de Noruega (1905 - 1938) fou la primera reina consort de Noruega que no era reina de Suècia ni de Dinamarca. Descendent seu és el rei Harald V de Noruega.

## Naixement, infància, adolescència i joventut
Nascuda el dia 26 de novembre de 1869 a Marlborough House, Londres, era la tercera filla del príncep de Gal·les i futur rei Eduard VII del Regne Unit i de la princesa Alexandra de Dinamarca, reina del Regne Unit, era neta per tant de la reina Victòria I del Regne Unit i del príncep Albert de Saxònia-Coburg i Gotha, príncep consort del Regne Unit, per part de pare, i del rei Cristià IX de Dinamarca i de la princesa Lluïsa de Hessen-Kassel, reina de Dinamarca. Les seves padrines foren la reina Lluïsa de Suècia, reina de Dinamarca, i la tsarina Dagmar de Dinamarca, també, Dagmar de Rússia.
De soltera participà en diversos creuers per Dinamarca i la Mediterrània amb la seva mare i les seves germanes. Visità molt freqüentment Dinamarca. L'any 1888 rebé l'Ordre de la Corona de l'Índia de mans de la reina Victòria, fou Dama de la Gran Creu de l'ordre de l'Hospital de Sant Joan de Jerusalem i creu de primera classe de l'Ordre d'Albert i Victòria.

## Casament
El 22 de juliol de 1896 es casà amb el príncep Carles de Dinamarca. El príncep era cosí germà de la jove princesa i fill dels reis Frederic VIII de Dinamarca i Lluïsa de Suècia, així com net del rei Cristià IX de Dinamarca i del rei Carles XV de Suècia. La parella es casà a la capella de Buckingham Palace. Tingueren un únic fill:
- SM el rei Olaf V de Noruega nat a Sandringham Norfolk l'any 1903 i mort a Oslo el 1991. Es casà amb la princesa Marta de Suècia.

El jove príncep danès era un cadet de la Marina danesa.

## Reis de Noruega
L'any 1905 el Parlament de Noruega decidí posar fi a la unió en la figura del rei de Suècia entre els dos regnes: Noruega i Suècia. A la vegada el Parlament decidí oferir la corona al jove príncep danès Carles de Dinamarca que l'acceptaria tot adoptant el nom de Haakon VII de Noruega. La parella fou coronada a la catedral de la vila de Trondheim, al centre de Noruega.
Malgrat que al llarg de la seva vida la nova reina de Noruega sempre sentí una especial malenconia per la seva pàtria, la jove monarca adoptà ràpidament un rol actiu en les funcions del seu càrrec. Dona suport a moltes empreses caritatives relacionades amb els animals i les criatures, actuà de mecenes per a músics i artistes, aprengué a esquiar, s'interessà per la jardineria i moltes altres coses.
La reina de Noruega morí tres dies després de ser intervinguda quirúrgicament a Londres. La seva última aparició pública fou en la coronació del seu nebot el rei Jordi VI del Regne Unit on ocupà un lloc de primer ordre en la distribució de l'Abadia de Westminster, al costat de la reina Maria de Teck i de la princesa reial Maud del Regne Unit.
El seu cos fou retornat a Noruega a bord del HMS Royal Oak. Resta enterrada en el mausoleu reial del castell de Akershus.